# Auchmis indica
Auchmis indica là một loài bướm đêm trong họ Noctuidae.